# Tomimaru Okuni
| 7039 Yamagata         | 14 aprile 1996    |
| 8220 Nanyou           | 13 maggio 1996    |
| 8418 Mogamigawa       | 10 novembre 1996  |
| 8723 Azumayama        | 23 settembre 1996 |
| 8730 Iidesan          | 10 novembre 1996  |
| 8747 Asahi            | 24 marzo 1998     |
| 8922 Kumanodake       | 10 novembre 1996  |
| 8937 Gassan           | 13 gennaio 1997   |
| 9110 Choukai          | 13 gennaio 1997   |
| 9128 Takatumuzi       | 30 aprile 1998    |
| 10405 Yoshiaki        | 19 novembre 1997  |
| 10583 Kanetugu        | 21 novembre 1995  |
| 10864 Yamagatashi     | 31 agosto 1995    |
| 10886 Mitsuroohba     | 10 novembre 1996  |
| 11119 Taro            | 9 agosto 1996     |
| 11623 Kagekatu        | 8 ottobre 1996    |
| 12003 Hideosugai      | 20 marzo 1996     |
| 12400 Katumaru        | 28 luglio 1995    |
| 12439 Okasaki         | 15 febbraio 1996  |
| 12445 Sirataka        | 24 aprile 1996    |
| 12478 Suzukiseiji     | 7 marzo 1997      |
| 12788 Shigeno         | 22 settembre 1995 |
| 13146 Yuriko          | 20 febbraio 1995  |
| 13220 Kashiwagura     | 1º luglio 1997    |
| 13222 Ichikawakazuo   | 27 luglio 1997    |
| 13224 Takamatsuda     | 10 agosto 1997    |
| 13235 Isiguroyuki     | 30 aprile 1998    |
| 13365 Tenzinyama      | 26 ottobre 1998   |
| 13624 Abeosamu        | 17 ottobre 1995   |
| 13678 Shimada         | 6 luglio 1997     |
| 13679 Shinanogawa     | 29 luglio 1997    |
| 13686 Kongozan        | 30 agosto 1997    |
| 13787 Nagaishi        | 26 ottobre 1998   |
| 14046 Keikai          | 17 novembre 1995  |
| 14515 Koichisato      | 21 aprile 1996    |
| 14551 Itagaki         | 22 ottobre 1997   |
| 14962 Masanoriabe     | 9 ottobre 1996    |
| 14963 Toshikazu       | 11 ottobre 1996   |
| 15028 Soushiyou       | 26 ottobre 1998   |
| 15840 Hiroshiendou    | 31 maggio 1995    |
| 15906 Yoshikaneda     | 30 settembre 1997 |
| 16725 Toudono         | 15 febbraio 1996  |
| 16736 Tongariyama     | 13 maggio 1996    |
| 17629 Koichisuzuki    | 21 aprile 1996    |
| 17645 Inarimori       | 9 ottobre 1996    |
| 18461 Seiichikanno    | 17 agosto 1995    |
| 18818 Yasuhiko        | 21 giugno 1999    |
| 18840 Yoshioba        | 8 agosto 1999     |
| 19392 Oyamada         | 22 febbraio 1998  |
| 19707 Tokunai         | 8 ottobre 1999    |
| 20107 Nanyotenmondai  | 28 agosto 1995    |
| 20115 Niheihajime     | 12 novembre 1995  |
| 20204 Yuudurunosato   | 1º marzo 1997     |
| 21275 Tosiyasu        | 23 settembre 1996 |
| 21368 Shiodayama      | 6 giugno 1997     |
| 21460 Ryozo           | 30 aprile 1998    |
| 22490 Zigamiyama      | 11 aprile 1997    |
| 23727 Akihasan        | 30 aprile 1998    |
| 24910 Haruoando       | 14 febbraio 1997  |
| 24940 Sankichiyama    | 1º maggio 1997    |
| 24965 Akayu           | 19 novembre 1997  |
| 26319 Miyauchi        | 26 ottobre 1998   |
| 26919 Shoichimiyata   | 3 settembre 1996  |
| 27879 Shibata         | 15 febbraio 1996  |
| 27955 Yasumasa        | 24 agosto 1997    |
| 29355 Siratakayama    | 28 agosto 1995    |
| 29362 Azumakofuzi     | 15 febbraio 1996  |
| 29373 Hamanowa        | 14 aprile 1996    |
| 29394 Hirokohamanowa  | 12 luglio 1996    |
| 29404 Hikarusato      | 9 ottobre 1996    |
| 29450 Tomohiroohno    | 28 agosto 1997    |
| 29905 Kunitaka        | 21 aprile 1999    |
| 31105 Oguniyamagata   | 27 luglio 1997    |
| 31152 Daishinsai      | 29 ottobre 1997   |
| 32969 Motohikosato    | 6 agosto 1996     |
| 33056 Ogunimachi      | 29 ottobre 1997   |
| 33553 Nagai           | 11 maggio 1999    |
| 35265 Takeosaitou     | 12 luglio 1996    |
| 35274 Kenziarino      | 7 settembre 1996  |
| 37720 Kawanishi       | 23 settembre 1996 |
| 39655 Muneharuasada   | 17 ottobre 1995   |
| 39679 Nukuhiyama      | 19 luglio 1996    |
| 39686 Takeshihara     | 9 agosto 1996     |
| 39726 Hideyukitezuka  | 10 novembre 1996  |
| 40774 Iwaigame        | 11 ottobre 1999   |
| 43889 Osawatakaomi    | 17 agosto 1995    |
| 43908 Hiraku          | 21 novembre 1996  |
| 43931 Yoshimi         | 9 agosto 1996     |
| 44011 Juubichi        | 29 ottobre 1997   |
| 44013 Iidetenmomdai   | 1º novembre 1997  |
| 46689 Hakuryuko       | 13 gennaio 1997   |
| 46727 Hidekimatsuyama | 30 settembre 1997 |
| 46796 Mamigasakigawa  | 19 maggio 1998    |
| 48624 Sadayuki        | 4 agosto 1995     |
| 48756 Yoshiharukuni   | 11 aprile 1997    |
| 48807 Takahata        | 22 ottobre 1997   |
| 54288 Daikikawasaki   | 4 maggio 2000     |
| 58569 Eboshiyamakouen | 28 agosto 1997    |
| 58600 Iwamuroonsen    | 5 ottobre 1997    |
| 73857 Hitaneichi      | 16 novembre 1996  |
| 85401 Yamatenclub     | 9 ottobre 1996    |
| 90953 Hideosaitou     | 7 novembre 1997   |
| 96348 Toshiyukimariko | 7 ottobre 1997    |

Tomimaru Okuni (大国富丸?, Ōkuni Tomimaru; 1931) è un astronomo giapponese.
Il Minor Planet Center gli accredita la scoperta di 109 asteroidi, effettuate tra il 1994 e il 2002.
Gli è stato dedicato l'asteroide 7769 Okuni.